# Williams Companies
Williams Companies ist ein US-amerikanischer Erdgas-Pipelinebetreiber mit Firmensitz in Tulsa, Oklahoma. Gegründet wurde das Unternehmen 1908 in Fort Smith, Arkansas. Es ist im Aktienindex S&P 500 gelistet.

## Geschichte
Das Unternehmen wurde 1908 von Miller und David Williams in Fort Smith, als Williams Brothers gegründet und expandierte bald in den landesweiten Bau von Erdgas- und Erdölpipelines. Das Unternehmen siedelte 1919 nach Tulsa um. Im Jahr 1949 kaufte John H. Williams, ein Neffe der Gründer, zusammen mit seinem Bruder Charles Williams und Davids Sohn David Williams Jr. das Unternehmen von den Gründern; John H. Williams blieb bis 1971 Präsident des Unternehmens und bis 1979 CEO.
Das Unternehmen ging 1957 unter dem Namen Williams Brothers an die Börse. Im Zuge der Diversifizierung in den 1970er Jahren wurde es in The Williams Companies, Inc. umbenannt. Seit 1997 ist die Markenidentität auf „Williams“ vereinfacht worden. 1966 kaufte Williams die damals größte Erdölpipeline in Amerika, die Great Lakes Pipe Line Company, für rund 287 Millionen Dollar. Im Jahr 1982 expandierte das Unternehmen mit dem Kauf der Northwest Energy Company in den Erdgastransport und dehnte seine Reichweite mit dem Kauf der Transco Energy Company 1995 auf die Ostküste aus.
Im Jahr 2001 erwarb Williams Barrett Resources, wodurch das Unternehmen über zusätzliche nationale Gasreserven verfügte. 2002 geriet das Unternehmen aufgrund der veränderten Marktbedingungen und der hohen Verschuldung seiner Tochtergesellschaft Williams Communications Group in finanzielle Schwierigkeiten. Das Unternehmen nahm ein hochverzinsliches Darlehen von Warren Buffett auf und zahlte es ab, um nicht in Konkurs zu gehen, und richtete seinen Schwerpunkt auf die Erdgasförderung, -verarbeitung und -beförderung sowie auf die Vergrößerung seiner Ressourcenbeteiligungen. Zu dieser Zeit (2004) verkaufte das Unternehmen u. a. zwei der größten kanadischen Erdgas-Straddle-Anlagen sowie die Beteiligung an einer weiteren Anlage für 540 Mio. US-Dollar an den Inter Pipeline Fund.
Im Jahr 2010 unterzog sich das Unternehmen einer umfassenden Umstrukturierung, zu der auch eine Neuordnung seiner umfangreichen Pipeline-Beteiligungen in Williams Partners LP gehörte. Im Oktober 2010 gaben Williams und Williams Partners LP bekannt, dass der Vorstandsvorsitzende und Chief Executive Officer Steve Malcolm zum Ende des Jahres in den Ruhestand treten wird. Der Verwaltungsrat von Williams gab bekannt, dass er Alan Armstrong mit Wirkung vom 3. Januar 2011 zum Nachfolger von Malcolm als CEO gewählt hat. Armstrong war seit 2002 als Senior Vice President von Williams tätig.
Am 16. Februar 2011 genehmigte der Williams-Vorstand die Umsetzung eines Plans zur Aufteilung der Geschäftsbereiche des Unternehmens in zwei eigenständige, börsennotierte Unternehmen. Der Plan sieht vor, dass Williams sein Explorations- und Produktionsgeschäft durch einen Börsengang im dritten Quartal 2011 von bis zu 20 Prozent seiner Anteile und im Jahr 2012 durch eine steuerfreie Abspaltung der verbleibenden Anteile an die Williams-Aktionäre abspaltet. Die ehemalige Explorations- und Produktionssparte des Unternehmens, WPX Energy Inc. wurde am 3. Januar 2011 an der New Yorker Börse notiert. Die Abspaltung wurde am 31. Dezember 2011 mit der Ausschüttung einer WPX Energy-Stammaktie für je drei Williams-Stammaktien abgeschlossen. Williams wurde zu einem Infrastrukturunternehmen, und viele seiner Pipeline-Vermögenswerte werden über die Master Limited Partnership Williams Partners LP gehalten.

## Struktur
Williams Companies hält etwa 58 % der Anteile an Williams Partners L.P., dem eigentlichen Besitzer der Infrastruktur. Zum 1. Januar 2012 wurde die Erdgasförderung als WPX Energy abgespalten.
Mitte 2016 sollte Williams Companies eigentlich von Energy Transfer Equity übernommen werden, Energy Transfer trat jedoch von dem Kaufvertrag zurück.

## Geschäftsfelder
Die drei Geschäftsbereiche von Williams sind Exploration und Produktion von Erdgas, dessen Weiterverarbeitung und der Betrieb von Gaspipelines. Die Fördergebiete befinden sich einerseits in den Rocky Mountains in den Bundesstaaten Colorado, Wyoming und New Mexico sowie im Südwesten der Vereinigten Staaten bei Arkoma, Oklahoma und Fort Worth, Texas. Das derzeit wichtige Fördergebiet ist das Piceance Basin in Colorado. Die Jahresproduktion beträgt etwa 8,6 Mrd. m3.

### Midstream
Der Midstream-Bereich umfasst verschiedene Anlagen zur Erdgasaufbereitung und Abtrennung des Gaskondensats als Flüssiggas (NGL). Zwischen Louisiana und Texas betreibt das Unternehmen eine Ethan-Pipeline. Neben den Anlagen bei den Förderstätten unterhält Williams Einrichtungen an der Golfküste und Gaslager in Kansas und Kanada.

### Pipelines
Williams in den Vereinigten Staaten drei Gaspipelines mit einer Gesamtlänge von rund 24.000 km und einer Gesamtkapazität von 340 Mio. m3 pro Tag. Die Nordwest-Pipeline führt von den Rocky Mountains (Süden von Colorado) nach Plymouth (Washington). Eine Zweigstrecke bindet die amerikanische Nordwestküste von der kanadischen Grenze bis in den Süden von Oregon an. Die Transco-Pipeline führt von der Golfregion an die Atlantikküste (Bereich New York City). Beide Rohrnetze werden bereits seit über 50 Jahren von Williams betreiben und ausgebaut. Die dritte Pipeline wurde 2002 eröffnet und führt von Louisiana durch den Golf von Mexiko nach Florida (Gulfstream). Zusammen befördern diese Pipelines insgesamt etwa zwölf Prozent des Erdgasverbrauchs der USA.